# Santa Cruz (Bolivia)
Santa Cruz de la Sierra (địa phương [ˈsanta ˈkɾus de la ˈsjera], nghĩa "thánh giá của dãy núi"), thường gọi đơn giản là Santa Cruz (địa phương [ˈsanta ˈkɾus]), là thủ phủ của vùng Santa Cruz ở đông Bolivia. Nằm bên sông Pirai, thành phố Santa Cruz và vùng đô thị của nó là nơi cư ngụ của 70% dân số vùng Santa Cruz và là một trong các thành phố phát triển nhanh của thế giới.
Thành phố được thành lập năm 1561 bởi nhà thám hiểm Tây Ban Nha Ñuflo de Chavez,
tại nơi cách vị trí của nó hiện nay khoảng 200 km (124 mi) về phía đông; nó được di dời nhiều lần trước khi cố định cạnh sông Pirai vào cuối thế kỷ 16. Trong đa phần lịch sử, Santa Cruz luôn là một thị trấn nhỏ, thậm chí sau khi Bolivia giành độc lập năm 1825. Chỉ sau thời kỳ Thế Chiến thứ II, thành phố mới phát triển với tốc độ rất nhanh.
Ngày nay đây là thành phố đông dân nhất Bolivia; vùng Santa Cruz chiếm gần 35% tổng sản phẩm nội địa quốc gia và nhận 40% đầu tư trực tiếp từ nước ngoài vào đất nước. Điều này giúp Santa Cruz trở thành trung tâm thương mại quan trọng nhất và thu hút dân từ khắp cả nước đổ về.